# Emil Hallatz

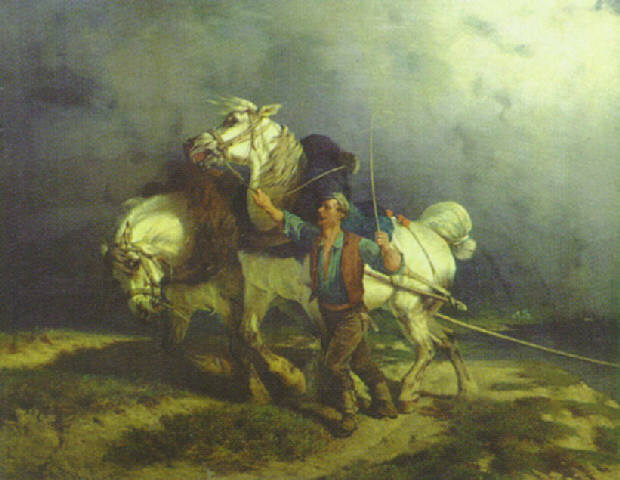
Zwei Pferde und ihr Führer, undatiert

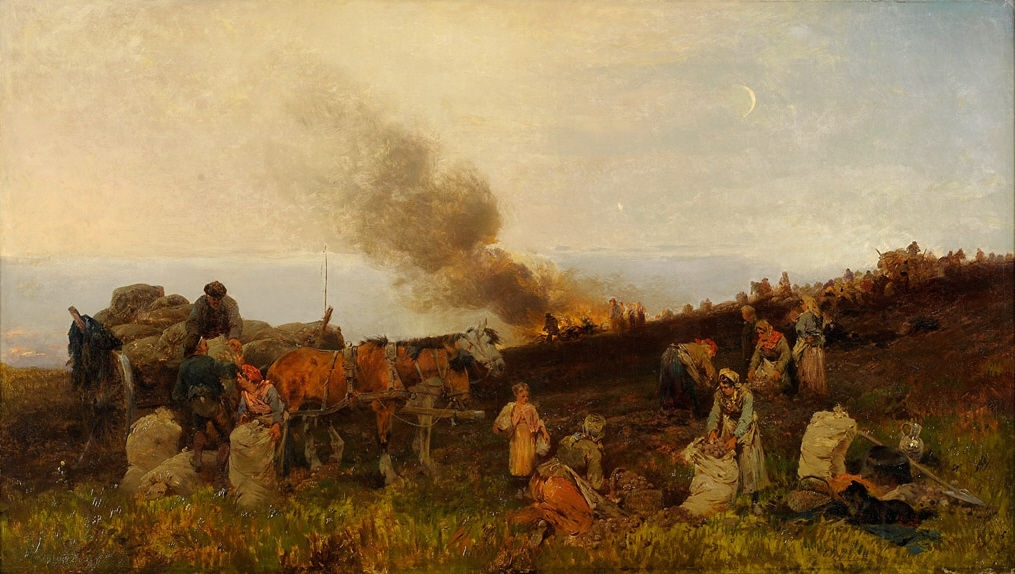
Kartoffelernte, undatiert

Karl Emil Julius Hallatz (* 25. Juli 1837 in Frankfurt (Oder), Königreich Preußen; † 15. September 1888 in Friedenau, Provinz Brandenburg) war ein deutscher Maler.

## Leben
Hallatz Eltern waren Schneidermeister Ignatz Hallatz und Lousie Hallatz geborene Schneider. Sie wohnten in Frankfurt (Oder) in der zentralen Richtstraße 35.
Hallatz erhielt seine künstlerische Ausbildung zunächst auf der Akademie in Berlin, dann insbesondere durch Carl Steffeck, unter dessen Leitung er sich zum Tier- und Landschaftsmaler ausbildete. 1862 besuchte er Paris, wo er die Werke der Tiermaler Constant Troyon, Rosa Bonheur u. a. studierte, und 1863 mehrere Städte Italiens.
Nach Berlin zurückgekehrt, nahm er dort seinen Wohnsitz und entfaltete eine rege Tätigkeit in Tierbildern von energischer, flotter Zeichnung, breiter, geistreicher Malweise in kecker, oft humoristischer Charakteristik. 
Am 10. Oktober 1872 heiratete Emil Hallatz in der Matthäuskirche in Berlin die Witwe Ernestina Louise Augusta Kux geb. Aumann (geb. 26. Juli 1846). Das Paar bekam am 23. August 1873 einen Sohn, den späteren Fabrikbesitzer Erich Karl Anton Robert Hallatz. Am 15. Oktober 1875 wurde die Tochter Margarethe Anna Helene Hallatz geboren.

## Werke (Auszug)
Zu seinen Hauptwerken zählen:
- Hypochonder im Stall, 1866
- Ein Bauernhof in der Normandie, 1865
- Pferde der Percheronrasse
- Ein Meierhof in Burgund
- Aufsteigendes Gewitter und Dorfszene, 1866
- Heimkehr beim Gewitter
- Gewittersturm und Parforcejagd, 1870
- Im Hühnerhof
- Schneesturm in der Pußta, 1872
- Das reichbelebte, wirkungsvolle Erntefestreiben in Westfalen, 1875
- Pferde auf dem Treidelpfad, 1877